# Медичне страхування
Медичне страхування — тип страхування від ризику витрат, пов'язаних із отриманням медичної допомоги. У більшості країн є формою соціального захисту інтересів населення в системі охорони здоров'я.

## Сутність медичного страхування
При виникненні страхового випадку страховик гарантує оплату медичної допомоги, за рахунок накопичених страхувальниками коштів. Медичне страхування дозволяє гарантувати громадянину безкоштовне надання певного обсягу медичних послуг, при виникненні страхового випадку (порушення здоров'я), за наявності договору зі страховою медичною організацією (страховиком). Остання несе витрати з оплати випадку надання медичної допомоги (ризику), з моменту сплати громадянином першого внеску до відповідного фонду. Забезпечує право громадян які працюють, і членів їхніх сімей на кваліфіковане медичне обслуговування та матеріальне забезпечення, у випадку захворювання та в інших випадках.

## Мета медичного страхування
Метою медичного страхування є:
- захист здоров'я і працездатності співробітників підприємства;
- зниження фінансових проблем роботодавця і співробітників, пов'язаних з організацією і наданням медичної допомоги;
- скорочення кількості днів непрацездатності співробітників за рахунок надання якісної медичної допомоги і контролю над процесом одужання;
- додатковий стимул для співробітників до збереження робочого місця і підвищення якості роботи.

## Задачі медичного страхування
- охорона здоров'я населення;
- забезпечення відтворення населення;
- розвиток сфери медичного обслуговування;
- фінансування системи охорони здоров'я, поліпшення її матеріальної бази;
- перерозподіл коштів, що йдуть на оплату медичних послуг між різними групами населення

## Форми медичного страхування
В світовій практиці розрізняють дві основні форми медичного страхування:
- обов'язкове медичне страхування;
- добровільне медичне страхування.

## Доцільність медичного страхування
- програми медичного страхування дозволять підприємству делегувати безпосередньо страховій компанії реалізацію цілого ряду питань, які стосуються соціального захисту своїх робітників, що пов'язані з їх захворюваннями та нещасними випадками. Подібна «спеціалізація» питань організації виробничих та соціальних процесів на підприємстві приводить до мінімального відволікання керівництва на їх рішення, при повному контролі та впливу безпосередньо на реалізацію даних питань через механізм страхування.
- соціальний аспект, який також можна враховувати, полягає в тому, що медичне страхування сприймається робітниками як додаткове соціальне благо та перевага роботи на конкретному підприємстві.

## Переваги щодо отримання медичного страхування
- забезпечення більшої доступності, якості і повноти щодо задоволення різноманітних потреб населення в наданні медичних послуг, що є ефективнішою формою порівняно з державним фінансуванням системи охорони здоров'я;
- у разі порушення лікувально-профілактичним закладом стандартів медичних послуг страхова компанія може частково або повністю не оплачувати вартість таких послуг;
- з медичною установою за фактом надання застрахованій особі медичної допомоги (медичних послуг) повністю або частково (в залежності від умов договору медичного страхування) розраховується страхова компанія;
- оформлення лікарняних листів і довідок, виклик лікаря додому, амбулаторне обслуговування, аналізи;
- виклик невідкладної швидкої допомоги, направлення пацієнта в спеціалізовані медичні установи;
- стоматологічні послуги належної якості.

Основна мета добровільного медичного страхування — гарантувати громадянам (застрахованим особам), при виникненні страхового випадку, оплату вартості медичної допомоги (медичних послуг), за рахунок коштів страхових резервів, а також фінансування профілактичних медичних послуг.

## Перелік послуг страхової компанії та спосіб виплат в разі настання страхового випадку
Страхова виплата від страхової компанії може бути здійснена наступними способами:
- виплата безпосередньо страхувальнику у вигляді повної або частини суми;
- виплата медичному закладу повної або частини суми вартості лікування застрахованого.

Перелік послуг, які можуть бути надані застрахованому при настанні страхового випадку включає:
- ургентна (швидка) медична допомога;
- амбулаторно-поліклінічне лікування;
- стаціонарне лікування;
- стоматологія (додаткова опція договору).

## Особливості обов'язкового медичного страхування (ОМС) в Україні
В Україні, у порівнянні з розвиненими країнами світу низький рівень витрат на медицину. Основним джерелом фінансування на даний час є державний та місцевий бюджет. В 2016 та 2017 роках Верховною Радою зареєстровано декілька законопроєктів Про загальнообов'язкове державне медичне соціальне страхування. В 2020 році питання впровадження загальнообов'язкового державного медичного соціального страхування наразі більш актуалізоване.

## Особливості добровільного медичного страхування (ДМС) в Україні
- ДМС є частиною особистого страхування;
- ДМС є важливим ринковим компонентом та ефективним доповненням до системи соціального забезпечення, в тому числі Обов'язкового загальнодержавного медичного страхування;
- у ДМС застосовується принцип страхової солідарності, який визначається тим, що застрахована особа отримує ті види медичної допомоги та у тих розмірах, за які було сплачено страховий платіж;
- програми ДМС можуть обиратися за бажанням страхувальника, та реалізують потреби кожного окремого громадянина [2].

### Заходи, яких необхідно вжити, для поліпшення нормативно-методичної бази ДМС
- забезпечення конкурентного середовища на ринку медичних послуг у разі прийняття законодавчих актів з питань обов‘язкового соціального медичного страхування;
- створення умов розвитку ДМС як ефективного доповнення до обов‘язкового соціального медичного страхування, яке б забезпечувало покриття витрат за надання медичної допомоги, понад або в межах обсягу і рівня, визначених програмами обов‘язкового соціального медичного страхування;
- посилення зацікавленості роботодавців у турботі про збереження здоров'я своїх працівників шляхом встановлення економічних стимулів щодо коштів, які направлятимуться підприємствами на ДМС;
- законодавче врегулювання питання щодо можливості юридичними особами (роботодавцями) включення витрат на сплату страхових платежів за договорами ДМС своїх працівників до складу собівартості продукції;
- підвищення надійності страхових організацій, що працюватимуть у системі ДМС, шляхом встановлення вимог до їхнього ліцензування відповідно до чітко встановлених критеріїв;
- забезпечення надходження коштів у систему ДМС, підвищення зацікавленості медичних установ, роботодавців і громадян шляхом створення уніфікованої оптимальної системи класифікації та ціноутворення на медичні послуги;
- забезпечення контролю за використанням єдиних стандартів усіма медичними установами, що працюють у системі ДМС, незалежно від їхньої відомчої підпорядкованості та організаційно-правової форми.

Вищенаведена система заходів, спрямована на реалізацію Концепції розвитку ДМС в Україні, дозволить:
- створити умови для найбільш повного задоволення потреб населення в одержанні доступної і високоякісної медичної допомоги;
- суттєво зменшити навантаження на державний та місцеві бюджети;
- зменшити долю тіньової медицини в системі медичного забезпечення;
- уникнути необґрунтованих витрат, викликаних наданням зайвих медичних послуг з метою одержання додаткового прибутку;
- підвищити фінансовий стан працівників медичних установ.

Сьогоднішній стан справ охорони здоров'я потребує реформування, відпрацювання та впровадження ефективних програм, які б враховували інтереси всіх зацікавлених сторін та забезпечили:
- достатнє фінансування закладів охорони здоров'я;
- гідну матеріальну винагороду медичних працівників (лікарів);
- достатній обсяг медичних послуг та на гідному рівні всім громадянам України.

Перевага медичного страхування полягає в його прогнозованості: кожен громадянин вкладає невеликі суми коштів у медичну страховку для того, щоб бути впевненим, що при хворобі всі, або переважна більшість, медичних витрат будуть оплачені. Медичне страхування дає можливість контролювати свій бюджет, тому що завдяки йому більше ніж вартість страховки на медицину за рік не витратиш [2].

### Огляд ринку медичного страхування в Україні
Медичне страхування досі не стало затребуваною послугою. Позитивні тенденції є, але вони незначні в порівнянні з потенціалом і реальними можливостями цього ринку. У 2008 р. вітчизняні страхові компанії майже 90 % договорів медичного страхування уклали з корпоративними клієнтами. Пересічний споживач не зацікавлений у придбанні страховки, що пов'язано з відсутністю у більшості клінік сучасного обладнання для діагностики та лікування, складнощами з медичними препаратами та катастрофічною нестачею кваліфікованих лікарів.
Послуги приватних лікарень, які мають сучасної технологічної та матеріальною базою, занадто дорогі, що теж відлякує людей. Тому простіше відвідати дільничного лікаря, поклавши в його кишеню певну суму грошей, ніж придбати страховий поліс.
На медицину в Україні виділяється лише 3 % ВВП, невелика частина покривається ДМС, а інше — це неофіційні платежі населення . Згідно опитування, проведеного в листопаді 2009 року, за свій рахунок лікується 72,6 % населення України, 16,8 % займаються самолікуванням і 4,7 % мають страховий поліс [3].
За перші 7 місяців 2019 року ціна поліса добровільного медичного страхування (ДМС) виросла, в середньому, на 2,5-8 %. В цілому, індивідуальним страхуванням здоров'я громадян в Україні в 2019 році, як і роком раніше, займається обмежена кількість компаній — зі старожилів цього ринку можна виділити компанії «Інго Україна», «Уніка», «Альфа Страхування» і «Провідна».
«Програми страхування, які передбачають лікування критичних захворювань (онкологія, кардіо- та нейрохірургічні хвороби, що вимагають хірургічних втручань або трансплантації) в зарубіжних клініках, в липні 2019 року пропонують чотири компанії: СК „Альфа Страхування“, СК „Інго Україна“, СК „ARX“ і СК» Країна «. Вартість поліса — від 120—300 євро на рік, а страхова сума встановлена на рівні 500 тис.-2 млн євро».
За січень — вересень 2018 р. ринок добровільного медичного страхування (ДМС) зріс на 21 %. За даними Національної комісії, що здійснює державне регулювання у сфері ринків фінансових послуг (Нацкомфінпослуг), страхові премії за договорами медичного страхування склали 2,45 млрд грн, що на 425,7 млн грн більше, ніж за аналогічний період 2017 р.